# Мусекела Маурі
Мусекела Маурі Пакоме (англ. Musekela Pacome Mauri; нар. 5 лютого 1990, Сан-Педро, Кот-д'Івуар) — івуарійський футболіст, нападник. У складі футбольного клубу «Миколаїв» 26 квітня 2017 роки грав у півфіналі Кубку України проти київського «Динамо».

## Життєпис
Народився 5 лютого 1990 року в місті Сан-Педро (Кот-д'Івуар). Футболом починав займатися у своєму рідному місті в команді «Сампа». Пізніше переїхав до Лівії, де виступав за клуб «Аль-Вагда». На початку 2010-их років перебрався в Україну для проходження перегляду в луцькій «Волині». Не зумівши закріпитися в складі лучан, Маурі все ж залишився в Україні. Грав на місцевому аматорському рівні за команди Харківської області, де познайомився з Юрієм Буличевим. За порадою цього футболіста тренер МФК «Миколаїв» Руслан Забранський запросив Пакоме на перегляд у свою команду. Влітку 2016 року івуарієць провів збори з корабелами, але не зміг переконати керівництво клубу залишити його. Через півроку Пакоме знову тренувався з «Миколаєвом», добре проявив себе в товариських матчах й цього разу уклав контракт.
У першій лізі дебютував 18 березня 2017 року домашній грі проти «Інгульця». 26 квітня 2017 року в складі миколаївців грав у півфіналі Кубку України.